# Breggia TI
Breggia ist der Name einer 2009 entstandenen Fusionsgemeinde im Kreis Caneggio im Bezirk Mendrisio des Kantons Tessin in der Schweiz.

## Geographie
Die Gemeinde liegt am Ufer des gleichnamigen Flusses Breggia und umfasst die ehemaligen Gemeinden des Muggiotals. Nachbargemeinden sind Castel San Pietro, Morbio Inferiore, Vacallo sowie Cernobbio, Moltrasio, Schignano, Cerano d’Intelvi und Centro Valle Intelvi in Italien.

## Geschichte
Zum ersten Mal erwähnt wurde Bruzella im Jahr 852 als Brusella, Cabbio im Jahr 1188. Caneggio war ab 1209 unter dem Namen Caneggio bekannt. Morbio Superiore wurde erstmals 1160 erwähnt, Muggio 852 und Sagno ab 1296 unter dem Namen Sagnio.

## Gemeindefusion
Die Fusionsgemeinde Breggia entstand per 25. Oktober 2009 aus dem Zusammenschluss der bisher selbstständigen Gemeinden Bruzella, Cabbio, Caneggio, Morbio Superiore, Muggio und Sagno.

## Bevölkerung

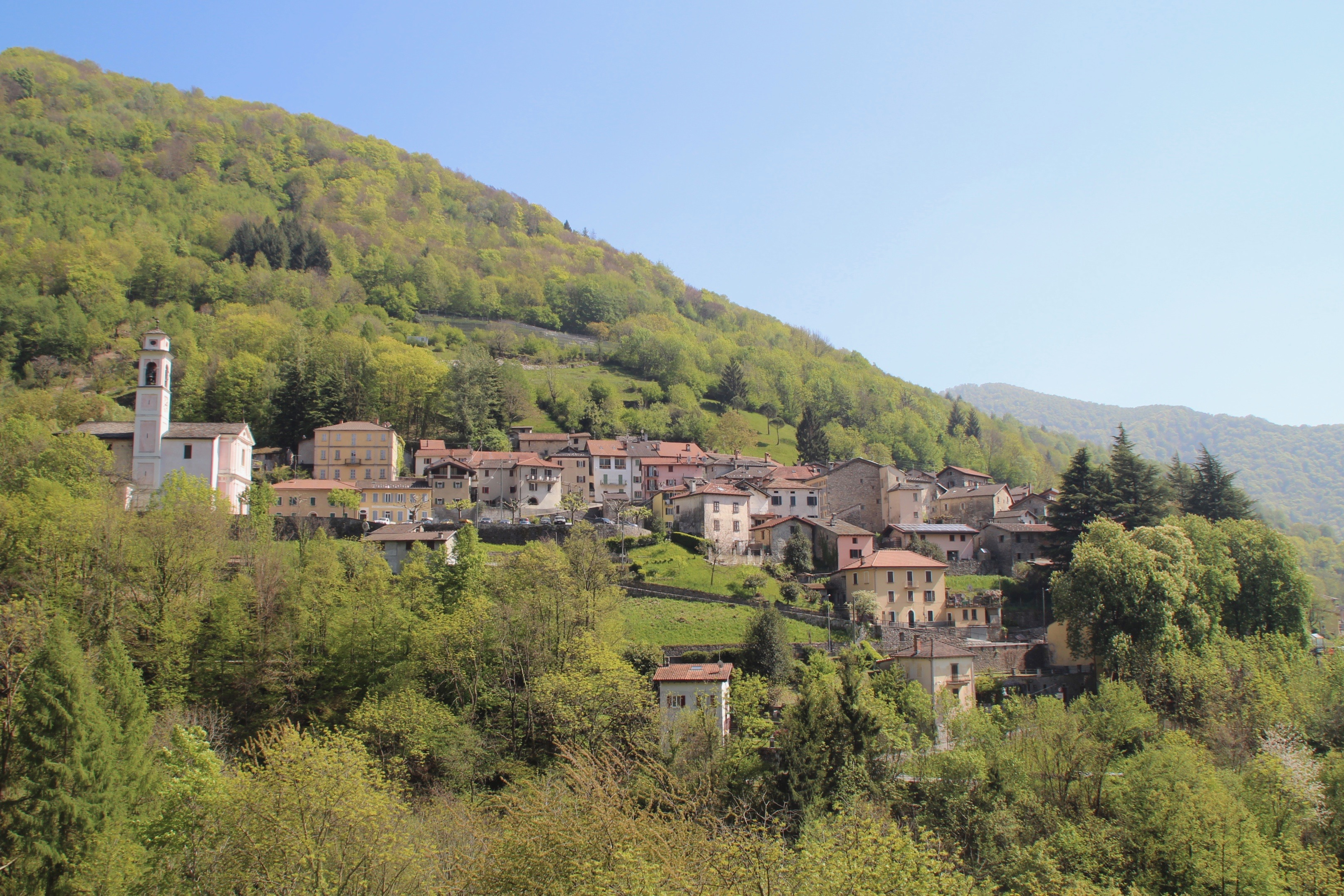
Cabbio

| Bevölkerungsentwicklung | Bevölkerungsentwicklung | Bevölkerungsentwicklung | Bevölkerungsentwicklung | Bevölkerungsentwicklung | Bevölkerungsentwicklung | Bevölkerungsentwicklung | Bevölkerungsentwicklung |
| ----------------------- | ----------------------- | ----------------------- | ----------------------- | ----------------------- | ----------------------- | ----------------------- | ----------------------- |
| Jahr                    | 2010                    | 2011                    | 2012                    | 2013                    | 2014                    | 2015                    | 2020                    |
| Einwohner               | 1960                    | 1965                    | 1959                    | 1966                    | 2001                    | 2048                    | 1926                    |

## Politik
Die Legislative von Breggia ist der Consiglio Comunale (Gemeindeparlament), bestehend aus 25 Mitgliedern. Die Zusammensetzung nach den Wahlen vom 14. April 2024: 11 Partito Liberale Radicale (FDP), 7 Il Centro (Die Mitte), 4 Insieme a Sinistra (linke Bürgerliste), 3 Verdi (Grüne).
Die Exekutive wird gebildet durch den siebenköpfigen Municipio (Gemeinderat). Nach den Wahlen vom 14. April 2024 setzt er sich wie folgt zusammen: 4 FDP, 2 Die Mitte, 1 Insieme a Sinistra. Ihm steht als Sindaco (Gemeindepräsident) Stefano Coduri (FDP) vor.

## Sehenswürdigkeiten
- Breggiaschlucht[9]

## Persönlichkeiten
- Pietro Breggia (* um 1400 in Breggia; † nach 1462 ebenda), Architekt und Ingenieur, von Breggia bei Como, von ihm stammt der grösste Teil der Befestigungen von Bellinzona aus dem Anfang des 15. Jahrhunderts.[10]